# 1894
Cette page concerne l'année 1894 (MDCCCXCIV en chiffres romains) du calendrier grégorien.
L'année 1894 est une année commune qui commence un lundi.

## Événements

### Amerique-Afrique
- 19 janvier, Wadi Halfa : incident de la frontière. Le khédive d'Égypte Abbas Hilmi II incite les troupes égyptiennes à critiquer leur commandant en chef, le britannique Kitchener[1]. Il encourage ainsi la résistance à l’occupation britannique. Menacé de renvoi, le khédive doit finalement accepter le retour de Nubar Pacha à la tête du gouvernement[2] (16 avril[3]).
- 25 janvier : la Force publique de l’État indépendant du Congo s’empare de Kabambare, s’assurant désormais de la maîtrise quasi complète du territoire à la suite des campagnes contre les Arabo-Swahilis[4].
- 26 janvier : le roi d’Abomey Béhanzin se soumet après deux ans de luttes[5]. Il est déporté à la Martinique, puis en Algérie où il meurt en 1906 ; le 15 janvier, Goutchilli (Agoli-Agbo) est couronné roi[6].
- 12 février : prise de Tombouctou par les Français[7]. Partie de Sansanding, la colonne de renfort commandée par le lieutenant-colonel Étienne Bonnier, devait arriver le 10 janvier à Tombouctou. Le 14, elle est assaillie par les Touareg à Takoubao, près de Goundam, qui l’anéantissent. Le commandant Joffre rétablit la situation dès le 20 janvier. Il atteint Niafunké et inflige une sanglante défaite aux Touaregs quelques jours plus tard. À Tombouctou, Joffre édifie le fort Bonnier et construit des fortifications à Kabara, Korioumé et Goundam. Puis il lance des expéditions contre les diverses factions qui ont participé au combat de Takoubao, les contraignant à faire officiellement leur soumission. Joffre quitte Tombouctou le 10 juillet, après avoir fermement établit le contrôle de l’armée française sur la ville et ses environs[7].
- 1er avril : création de l’Église Protestante Malgache Tranozozoro Antranobiriky[8].
- 11 avril : protectorat britannique sur le Bouganda (effectif le 18 juin)[9]. Grâce à l’intervention des Britanniques, le Toro (Ouganda) et le Bouganda peuvent annexer une grande partie du Bounyoro.
- 12 mai : la Grande-Bretagne passe un accord avec la Belgique selon lequel Léopold II de Belgique lui céderait la bande est du Congo en échange d’un bail sur les provinces soudanaises du Bahr el-Ghazal et Équatoria. Les Britanniques posséderait ainsi un territoire d’un seul tenant, de l’Égypte au Cap. Les protestations allemandes et françaises font reculer les contractants. Le 14 août le roi des Belges renonce à sa domination sur les deux provinces soudanaises[10].
- Mai ou juin : Rabah fonde au Bornou une nouvelle capitale nommée Dikoa. Il est au sommet de sa puissance[11].
- 7 juin : mort du sultan Hassan Ier du Maroc. Son fils aîné ayant été déshérité, le jeune Abd al-Azïz, âgé de 14 ans, lui succède sous la régence du grand vizir Ba-Ahmed (fin de règne en 1908)[12]. Ba-Ahmed poursuit la politique de balance entre les puissances européennes (fin de la régence en 1900).
- 17 juin : les Allemands occupent le triangle de Quionga, au nord du Mozambique (1894-1918)[13].
- 22 juin : décret de création de la colonie du Dahomey avec Victor Ballot à sa tête[5].
- 23 juin : début d’une campagne contre le médecin noir John Farrell Easmon (en), nommé médecin-chef en Gold Coast. Il est finalement suspendu de sa charge en 1897[14].
- 10 juillet : Arthur Donaldson Smith (en), parti de Londres le 1er juin, quitte Berbera à la tête d’une expédition vers le lac Rodolphe et le Borana (1894-1895)[15].
- 17 juillet : les Italiens d’Érythrée prennent Kassala aux Mahdistes[16].
- 6 août, colonie du Cap : le Glen Grey Act prend force de loi[17]. Une commission des réserves indigènes est chargée de répartir la terre en Rhodésie du Sud[18]. Des réserves sont créées pour la population noire. En 1914, 24 870 000 acres regroupent 104 réserves pour 834 000 Africains, dont environ 500 000 vivent effectivement dans ces réserves ; 22 000 000 acres sont donnés aux entreprises et aux familles de colons blancs ; 48 000 000 acres sont réservés à la BSAC.
- Septembre : expédition de Monteil en Côte d’Ivoire contre Samori Touré[19].
- 8 novembre : réforme de l’enseignement en Tunisie. Une école normale de moueddebs, ou maîtres d’école coranique (kuttab) est créée (« Medersa Asfouria »)[20]. Parallèlement, le réseau scolaire non musulman se développe ; des établissements religieux et laïcs sont fondés en plus des écoles catholiques italiennes et juives de l’Alliance israélite déjà en place.
- 24 novembre : l’Imperial British East Africa Company remet ses privilèges au gouvernement britannique[21].

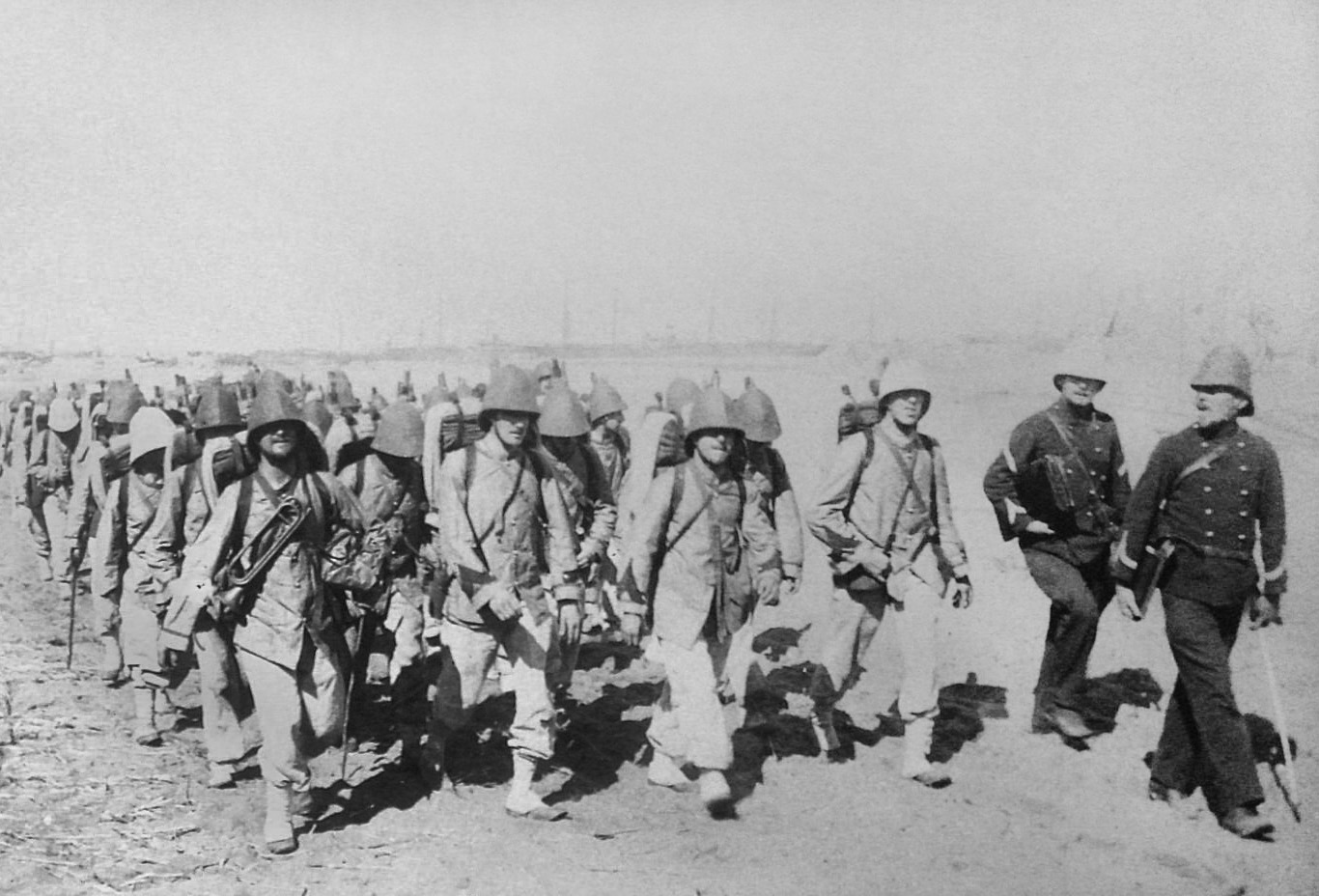
Chasseurs à pied français à Madagasgar, 1895.

- 12 décembre, expédition de Madagascar : les troupes françaises du commandant Bienaimé s’emparent de Tamatave. Depuis quelques années, le Premier ministre Rainilaiarivony remettait en question la collaboration franco-malgache en tentant, en vain, d’obtenir l’appui de la Grande-Bretagne. Le 27 octobre, des ressortissants français quittaient la capitale, Tananarive, après que la France eut annoncé exercer son protectorat sur l’île[22].
- 15 décembre, Bahta Hagos, le gouverneur d’Akkele Guzay en Érythrée italienne, se révolte et proclame l’indépendance de sa province ; le 18, il est tué par des soldats italiens. Le gouverneur italien Oreste Baratieri ce qui provoque la reprise de la guerre avec l’Abyssinie (fin en 1896)[23].
- 23 décembre : Mary Kingsley part de Liverpool pour Calabar, au Nigeria (janvier 1895), puis vers l’actuel Gabon où elle côtoie les tribus de cannibales (fin en novembre 1895)[24].

- Samori Touré fait exécuter son fils Dyaoulé Karamoko, emmuré vivant pour trahison[25].

### Amérique
- 12 février : le président du Nicaragua José Santos Zelaya occupe militairement Bluefields sur la Côte des Mosquitos[26].
- 22 février, Tegucigalpa : Policarpo Bonilla prend le pouvoir au Honduras et pacifie le pays (président constitutionnel de la République à partir du 1er février 1895[27]. Il répond d’abord favorablement à la demande du Guatemala de reconstituer la Fédération centraméricaine, mais abandonne son allié lorsque ce dernier décide d’envahir le Salvador qui s’était refusé à entrer dans la future fédération.
- 8 mai : Rafael Yglesias Castro est élu président du Costa Rica[28].

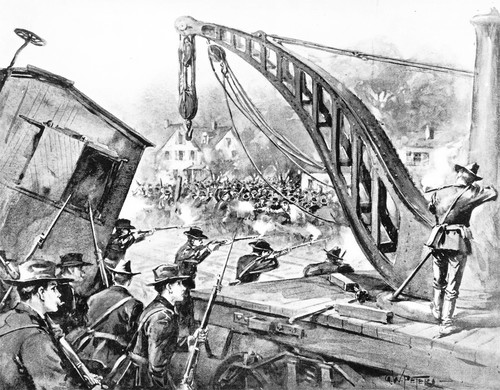
11 mai : grève Pullman ; dessin du Harper's Magazine montrant des soldats de la Garde nationale tirant sur les grévistes.

- 11 mai : début de la grève Pullman aux États-Unis[29].
- 6 juillet - 7 août : intervention des États-Unis au Nicaragua pour protéger les intérêts américains à Bluefields à la suite d’une révolution contre l’annexion de la Côte des Mosquitos par le Nicaragua[30].
- 6 juillet : massacre de Pullman aux États-Unis ; 13 ouvriers grévistes sont tués et 53 blessés lors d'une attaque d'une milice[31]
- 10 août : le général Andrés Avelino Cáceres est élu président de la République du Pérou[32]. Il se heurte dès sa nomination à une coalition comprenant les démocrates, dirigés par Nicolás de Piérola, et des « civilistes » ligués pour défendre la liberté électorale et le droit de vote (Guerre civile péruvienne de 1894-1895).
- 15 novembre, Brésil : Prudente de Morais devient président de la République brésilienne. Prudente de Morais Barros, gouverneur de São Paulo est le premier président civil, élu lors d’élection libres organisées par son prédécesseur Floriano Peixoto[33]. Il est chargé de faire triompher les intérêts du café, de l’agriculture, du libre-échange, contre les projets des industrialistes partisans du protectionnisme. Son premier geste sera d’amnistier les insurgés du Rio Grande do Sul, qui s’étaient dressés contre le pouvoir sous la présidence de Peixoto.
- 20 novembre : la Côte des Mosquitos est incorporée au Nicaragua par le président José Santos Zelaya[26].

### Asie et Pacifique
- Printemps : rébellion arménienne contre l’impôt ottoman (hafir) dans la région de Sassun, à l'ouest du lac de Van, encouragée par le leader Hentchak Murat (Hampartsoum Boyadjian). Sa répression est à l'origine des massacres hamidiens[34].
- 10 mai : épidémie de peste attestée à Hong Kong en Chine[35]. Elle gagne l’Afrique, les îles du Pacifique, l’Australie, le continent américain et atteint San Francisco en 1900.
- 3 juin : le roi de Corée sollicite l’aide de la Chine pour lutter contre des opposants appartenant à la secte du Tonghak. Des bâtiments chinois font route vers la Corée et deux mille hommes débarquent à Nanyang le 7 juin. En réaction, une flotte japonaise est dépêchée sur les lieux[36].
- 5 juin : fin tragique de l’expédition française Dutreuil de Rhins au Tibet. Dutreuil de Rhins est assassiné par des bandits[37].
- 4 juillet : proclamation de la République à Hawaii[38]. Sanford B. Dole devient président de la République d’Hawaii.

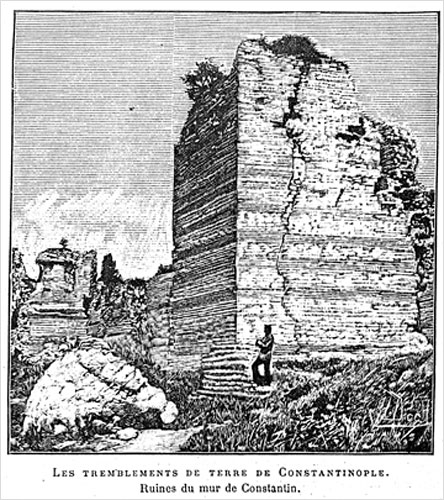
10 juillet : tremblement de terre à Constantinople.

- 10 juillet : violent tremblement de terre à Constantinople[39].
- 16 juillet : traité de commerce et de navigation entre le Japon et la Grande-Bretagne, dit traité Aoki-Kimberley[40]. « Les traités inégaux » entre le Japon et les occidentaux sont révisés entre 1894 et 1897.
- 23 juillet : les troupes japonaises investissent le palais royal de Séoul et renversent le roi de Corée[36], puis forcent son remplaçant à déclarer avec eux la guerre à la Chine le 27 juillet.
- 25 juillet : victoire navale japonaise sur la Chine à la bataille de Pungdo[41].
- 27 juillet : en Corée, le gouvernement pro-japonais de Kim Hong-jip établit un Conseil délibératif pour effectuer un programme de réformes administratives et économiques ; 208 lois sont promulguées avant décembre 1894 (première réforme Gabo). Une seconde série de réformes est mise en place de décembre à juillet 1895. Ce programme, censé transformer Choson en une nation moderne dans le style occidental, favorise la pénétration japonaise[42].
- 28 - 29 juillet : victoire japonaise à la bataille de Seonghwan[41].
- 1er août : après l’anéantissement de la flotte chinoise, le Japon déclare officiellement la guerre à la Chine[41]. Début de la première guerre sino-japonaise qui aboutit à la mainmise japonaise sur Formose en 1895.
- 21 août - 4 septembre[43] : massacre d’Arméniens révoltés à Sassun par les soldats kurdes du Hamidiye[44]. Le ministre ottoman de la Guerre poursuit un important recrutement des Kurdes dans sa cavalerie d’Anatolie, rattachée à la quatrième armée ottomane sous les ordres de Mushir Zeki Pasha (en).

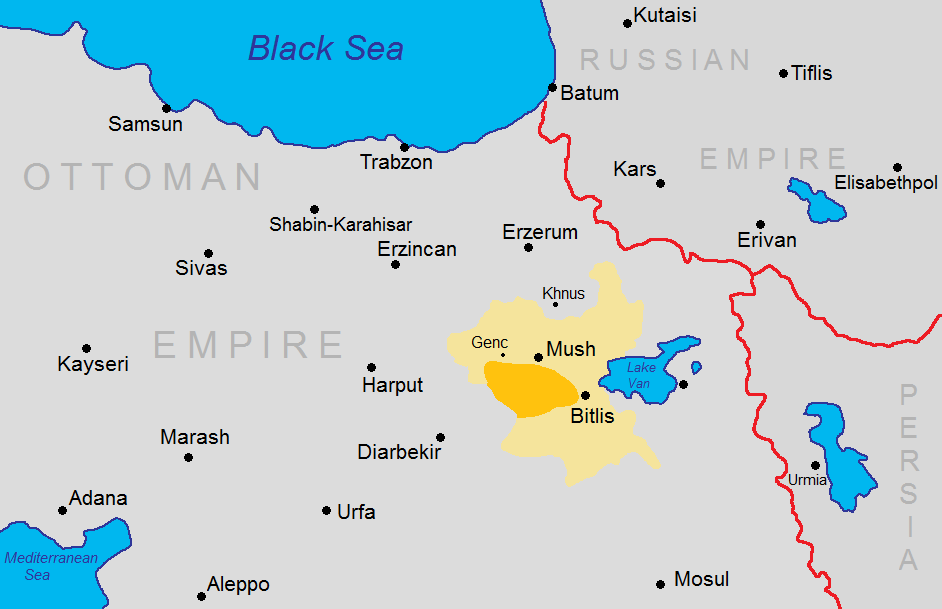
Localisation des révoltes de Sassun de 1894 (orange) et de 1904 (jaune).

- - cinq mille Arméniens sont massacrés en Arménie ottomane. Perpétré par les Turcs et les Kurdes, ce massacre est cautionné par le sultan ottoman. Le mouvement arménien Hintchak avait appelé à la révolte contre les Kurdes. Cette action suscite une grande émotion en Europe, où naît un important mouvement arménophile. Les ambassadeurs de Grande-Bretagne et de France à Constantinople protestent et présentent au sultan un projet de réformes (mai 1895). Ce dernier, encouragé par l’attitude du ministre des Affaires étrangères russe Lobanof, ouvertement anti-arménien, fait aux ambassadeurs des réponses courtoises, mais vagues, et conçoit le projet d’exterminer les Arméniens. Il isole les provinces arméniennes du monde extérieur en interdisant les voyages et établissant la censure postale. Il fait haranguer la population dans les mosquées par les mollah qui dénoncent une grande conjuration arménienne contre la Turquie et contre l’Islam. Des armes sont distribuées aux tribus kurdes et à des bandes de Turcs fanatisés, les bachi-bouzouks.
- 26 août : traité d’alliance offensive et défensive entre le Japon et la Corée[45].
- 31 août[46] : Industrial Conciliation and Arbitration Act. Adoption du système de conciliation sociale protégeant les syndicats en Nouvelle-Zélande. La politique sociale menée (droit de vote aux femmes en 1893, journée de huit heures en 1897, pension pour les vieillards) vaudra à la Nouvelle-Zélande la réputation de pratiquer un « socialisme » très avancé par rapport aux pays européens.

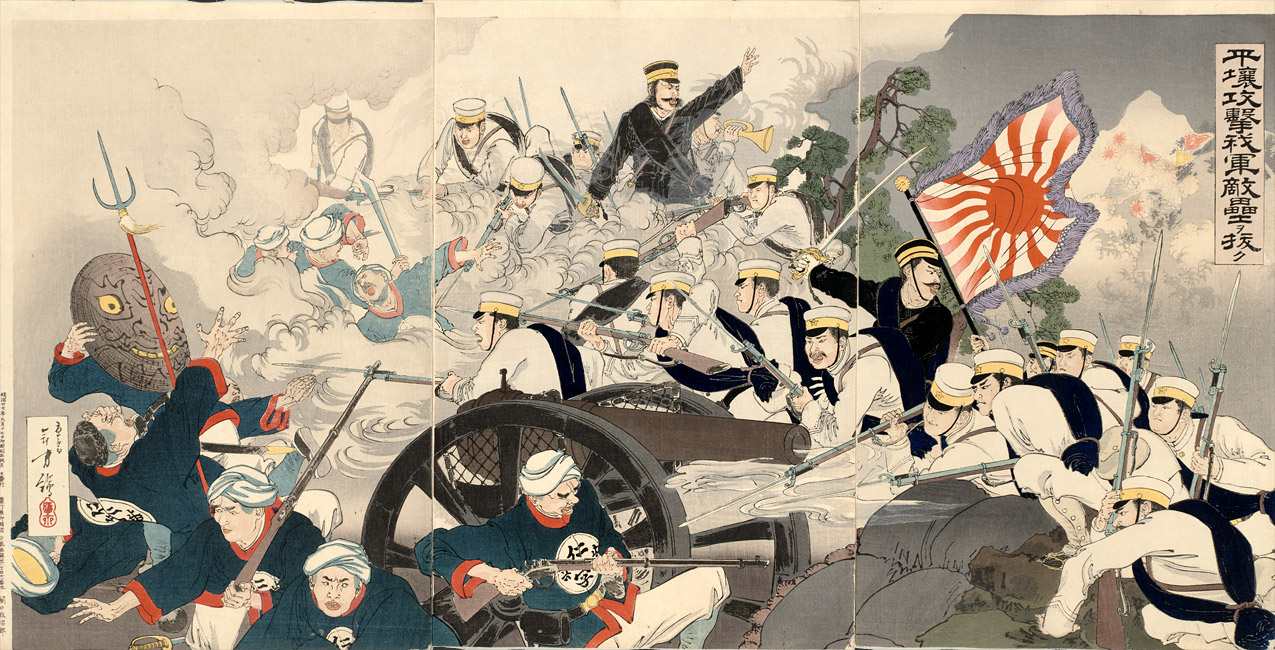
15 septembre : bataille de Pyongyang.

- 15 - 16 septembre : le Japon écrase les Chinois à la bataille de Pyongyang. L’armée chinoise se retire de Corée[41].
- 17 septembre : victoire navale japonaise décisive sur le fleuve Yalou[45].
- 24 octobre : bataille de Jiuliancheng. Les forces japonaises passent en Mandchourie pendant que les Chinois se retirent[45].
- 21 novembre : bataille de Lüshunkou. Début du massacre de Port-Arthur (Lushun) par le général japonais Nogi Kiten[47].
- 22 novembre : puputan (suicide collectif) dans la guerre de Lombok en Indonésie[48].
- 21 décembre : l’Australie-Méridionale devient le premier état à accorder le droit de vote aux femmes[49].
- 31 décembre : fin du mandat de Lanessan, gouverneur général de l’Union indochinoise depuis juin 1891[50].

### Europe
- 1er janvier : mise en service du Canal de Corinthe[51].
- 10 février : traité de commerce entre la Russie et l’Allemagne[52].
- 5 mars, Royaume-Uni :
  - début du ministère libéral du comte de Rosebery, Premier ministre du Royaume-Uni (fin en 1895)[53].
  - Les villes non incorporées dans le Local Government Act de 1887 obtiennent le statut de « bourg municipal »[54].
- 10 mars : un traité de commerce entre l’Allemagne et la Russie est ratifié par le Reichstag. Il met un terme à la « guerre des céréales » (1890).
- 25 mars[55] : ouverture du procès des « mémorandistes » roumains à Cluj, en Transylvanie (fin en mai). Condamnation des leaders à la prison et interdiction du Parti national roumain[56].
- Mars : un compromis entre libéraux et conservateurs sur les questions de défense provoque des tensions entre le législatif et l’exécutif au Danemark (1894-1901)[57]. Le Folketing entend imposer au pouvoir royal l’obligation de choisir les membres du gouvernement parmi les partis formant la majorité à la Chambre basse. Mais la politique du président du Conseil repose sur le principe de l’égalité entre les deux Chambres. La Chambre basse refuse régulièrement de voter la loi de finance, estimant le budget de la défense trop élevé. Le roi doit dissoudre plusieurs fois le Parlement, pendant que le Gouvernement recours à des lois de finances provisoires, autant d’atteintes à la Constitution.
- 22 avril : reprise des relations diplomatiques entre la Russie et le Saint-Siège[58].
- 5 mai - 5 novembre : exposition universelle d’Anvers[59].
- 5 juin - 10 octobre : exposition universelle de Galicie à Lviv[60].
- 23 juin : création du Comité international olympique (CIO) par Pierre de Coubertin.
- 24 juin : assassinat du président de la République française Sadi Carnot par un anarchiste italien, Sante Geronimo Caserio[61].
- 27 juin : Jean Casimir-Perier est élu président de la République française[61].
- 22 juillet : Paris-Rouen est la première compétition automobile de l’histoire. « Panhard & Levassor » et « les fils de Peugeot frères » se partagent le premier prix.
- 28 juillet : vote de la troisième des « lois scélérates » contre les anarchistes en France[62].
- 7 août : démission du Premier ministre danois Estrup. Début du gouvernement de Tage Reedtz-Thott[63].
- 26 août : Pieter Jelles Troelstra (nl) (1860-1930) fonde le parti des travailleurs social-démocrate (SDAP, Sociaal Democratische Arbeiders Partij) aux Pays-Bas sur la base du programme de Gotha de 1875.
- 3 septembre, Russie : oukase contre les Stundistes (baptistes ukrainiens), considérés comme une secte nuisible[64]. Ils sont déportés en masse en Sibérie et au Caucase.
- 20 - 25 septembre, France : début de l’affaire Dreyfus, militaire français soupçonné d’espionnage au profit de l’Allemagne. Il est arrêté le 15 octobre et condamné à la détention perpetuelle en Guyane le 22 décembre[65].
- 26 octobre : fin du ministère Caprivi en Allemagne. Le chancelier, partisan d’un simple durcissement de l’arsenal législatif, s’est opposé à l’empereur Guillaume II qui entend faire voter une nouvelle loi contre les partis révolutionnaires. Il est congédié et le kaiser nomme chancelier le prince Chlodwig Hohenlohe, âgé de 76 ans[66], qui s’effacera derrière la personnalité de son ministre des finances, Johannes von Miquel.

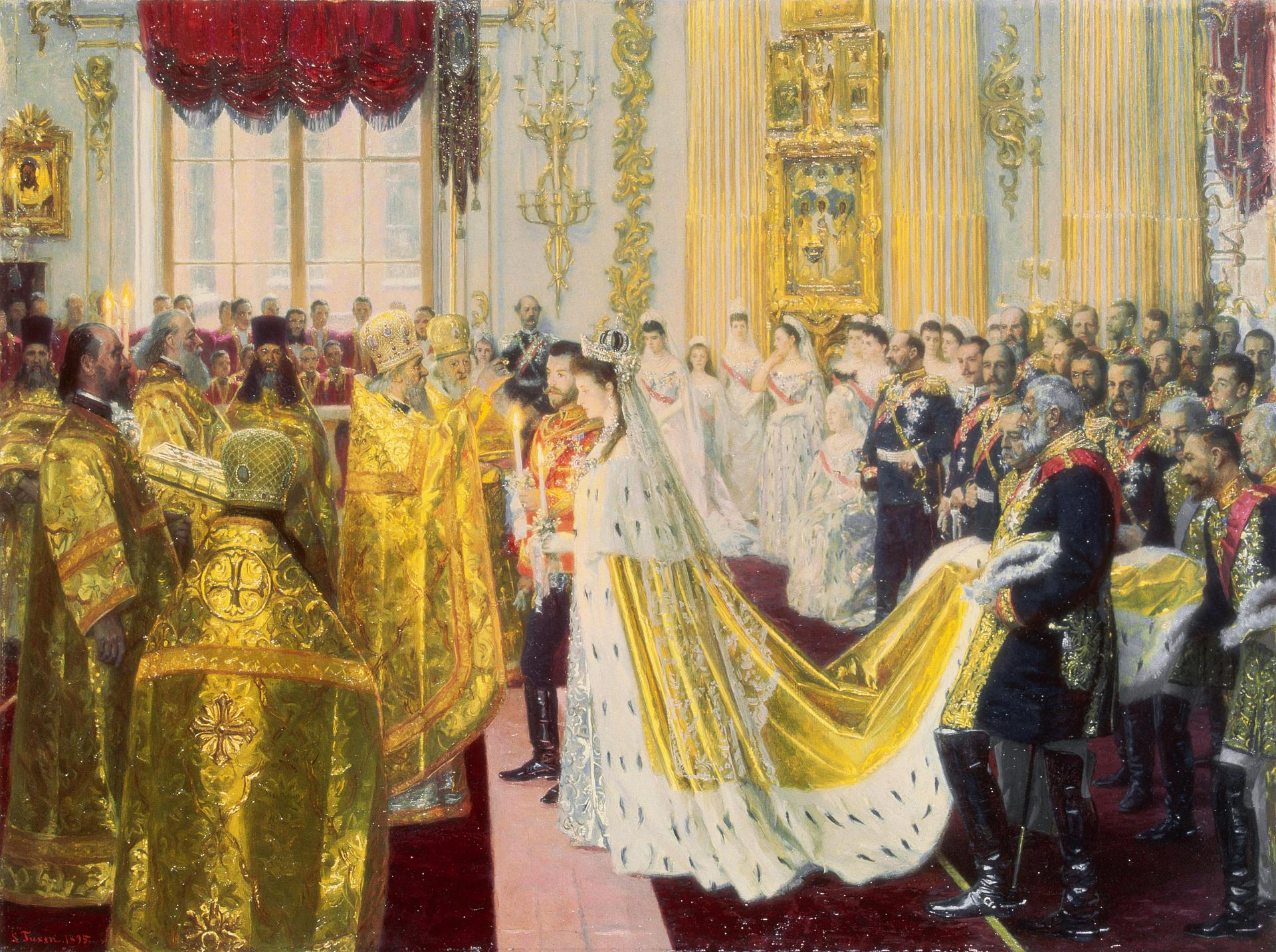
26 novembre : mariage de Nicolas II et Alexandra de Hesse-Darmstadt

- 1er novembre : début du règne de Nicolas II, tsar de Russie (fin en 1917)[67]. Il poursuit la politique autocratique de son père.
- 3 novembre, Allemagne : création à Poznań de la Société pour le soutien du germanisme dans les provinces orientales, qui devient l'Association allemande des marches de l'Est en 1899 (Deutscher Ostmarkenverein)[68]. Cette association entend orienter l’empire vers une politique de colonisation économique et culturelle antipolonaise, ainsi qu’une germanisation des provinces de l’Est.
- 26 novembre : le tsar de Russie Nicolas II épouse Alix de Hesse-Darmstadt (1872-1918), princesse de Hesse[67].
- 22 décembre 1894 : Dreyfus est condamné pour espionnage sur la base d'un bordereau destiné à l'ambassade d'Allemagne.

- Réunification du Parti social-démocrate hongrois sous la direction d’Ignace Silberberg. Le congrès adopte un programme agraire d’inspiration marxiste, loin des revendications paysannes[69].

## Naissances en 1894
- 2 janvier : Lucien Roudier, peintre et illustrateur français († 16 mars 1940).
- 6 janvier : Eso Peluzzi, peintre pointilliste italien († 17 mai 1985).
- 7 janvier : Maximilien Kolbe, homme d'église polonais († 14 août 1941).
- 9 janvier : Henryk Stazewski, peintre, illustrateur, designer et décorateur de théâtre polonais († 10 juin 1988).
- 10 janvier : Yoshio Aoyama, peintre japonais († 9 octobre 1996).
- 11 janvier : Armand Nakache, peintre, graveur et illustrateur français († 30 juin 1976).
- 17 janvier :
  - István Szőnyi, peintre et graveur hongrois († 30 août 1960).
  - Tamiji Kitagawa, peintre japonais († 26 avril 1989).
- 18 janvier :
  - Romain Bellenger, coureur cycliste français († 25 novembre 1981).
  - Robert Bréard, musicien français († 16 mai 1973).
- 20 janvier : Angiolo Gabrielli, coureur cycliste italien († 11 décembre 1973).
- 24 janvier : Paul Maïk, peintre français d'origine polonaise († 15 septembre 1985).
- 25 janvier :
  - Janko Alexy, Janko Alexy, peintre et écrivain austro-hongrois puis tchécoslovaque († 22 septembre 1970).
  - Marguerite Roesgen-Champion, compositrice, pianiste et claveciniste suisse († 30 juin 1976).
- 29 janvier : Karl Meyer, as de l'aviation allemande de la Première Guerre mondiale († 31 décembre 1917).
- 1er février : Giuseppe Pognante, peintre italien († 1985).
- 3 février : Norman Rockwell, illustrateur américain († 8 novembre 1978).
- 8 février :
  - Rosita Renard, pianiste chilienne († 24 mai 1949).
  - King Vidor, réalisateur américain († 1er novembre 1982).
- 10 février : Roy D'Arcy, acteur américain († 15 novembre 1969).
- 12 février : Charles de Chauton, fonctionnaire et historien local français († 22 juillet 1972).
- 13 février :
  - Robert Högfeldt, peintre, dessinateur et caricaturiste suédois († 5 juin 1986).
  - Cuyler Supplee, acteur américain († 3 mai 1944).
- 14 février :
  - Jack Benny, acteur, humoriste et producteur américain († 26 décembre 1974).
  - Luigi Zago, peintre paysagiste italien († 10 juillet 1952).
- 18 février : Léo Coti, footballeur français († 18 septembre 1923).
- 20 février : Jarosław Iwaszkiewicz, écrivain et dramaturge polonais († 2 mars 1980).
- 22 février :  Martin Sabarots, résistant français du réseau Alliance pendant la Seconde Guerre mondiale († 30 novembre 1944).
- 5 mars : Henry Daniell, acteur britannique († 31 octobre 1963).
- 7 mars : Marcel Déat, homme politique français, chef de file du néo-socialisme puis du collaborationnisme († 5 janvier 1955).
- 10 mars : Mustafa Mardanov, acteur russe puis soviétique († 28 décembre 1968).
- 12 mars :
  - Eddy Chandler, acteur américain († 23 mars 1948).
  - Henri Cliquet-Pleyel, compositeur français († 9 mai 1963).
  - Victor Hamm, pilote français, pionnier de l'aéropostale († 27 février 1932).
- 13 mars : Charles Lavialle, comédien français († 16 octobre 1965).
- 15 mars : Vilmos Aba-Novák, peintre hongrois († 29 septembre 1941).
- 18 mars : Stuart Buchanan, acteur américain († 4 février 1974).
- 22 mars : Osvaldo Licini, peintre italien († 11 octobre 1958).
- 26 mars : Robert Le Noir, peintre, dessinateur de presse et illustrateur français († 21 décembre 1973).
- 1er avril : Jack Chefe, acteur du cinéma américain († 1er décembre 1975).
- 3 avril : René Bernard-Cothier, homme politique français († 1er septembre 1961).
- 4 avril : Ashton Dearholt, acteur du cinéma muet et producteur américain († 27 avril 1942).
- 5 avril : Hans Hüttig, officier SS († 23 février 1980).
- 6 avril : Gertrude Baines, doyenne de l’humanité du 2 janvier 2009 au 11 septembre 2009 († 11 septembre 2009).
- 7 avril : Michio Miyagi, musicien et compositeur de koto japonais († 25 juin 1956).
- 8 avril : Henri Féréol, journaliste parlementaire et résistant français († 9 novembre 1962).
- 10 avril : 
  - Ben Nicholson, peintre britannique († 6 février 1982).
  - Ivan Strod, officier russe († 19 août 1937).
- 11 avril : Pierre Boucherle, peintre orientaliste et paysagiste franco-tunisien († 22 novembre 1988).
- 12 avril : Xavier de Poret, peintre animalier, portraitiste et illustrateur français († 18 février 1975).
- 13 avril : Albert Brabo, peintre français († 20 août 1964).
- 15 avril :
  - Nikita Khrouchtchev, homme politique russe puis soviétique († 11 septembre 1971).
  - Bessie Smith, chanteuse de blues américaine († 26 septembre 1937).
- 19 avril : Elizabeth Dilling, militante isolationniste américaine († 30 avril 1966).
- 20 avril :
  - Enrico Prampolini, peintre, sculpteur et designer italien († 17 juin 1956).
  - Rza Tahmasib, acteur russe puis soviétique († 14 février 1980).
- 22 avril : Mariano Montes, matador espagnol († 13 juin 1926).
- 23 avril : Basil Sydney, acteur britannique († 10 janvier 1968).
- 26 avril :
  - Rudolf Hess, dignitaire de l'Allemagne nazie († 17 août 1987).
  - Jules Valle, homme politique français († 31 octobre 1965).
- 27 avril : Marcel Gimond, sculpteur français († 13 octobre 1961).
- 29 avril : Paul Doll, peintre, illustrateur et décorateur français († 19 avril 1969).
- 1er mai : William Clochard, peintre français († 13 octobre 1990).
- 3 mai : Lou Loeber, peintre, graveuse, dessinatrice, graphiste et illustratrice néerlandaise († 2 février 1983).
- 4 mai : Sigri Welhaven, sculptrice norvégienne († 20 décembre 1991).
- 11 mai : Martha Graham, danseuse et chorégraphe américaine († 1er avril 1991).
- 13 mai : Ásgeir Ásgeirsson, homme politique islandais († 15 septembre 1972).
- 15 mai :
  - Isidro Corbinos, footballeur et journaliste sportif espagnol († 30 janvier 1966).
  - Annie Gravatt, pathologiste forestière américaine († 18 mai 1986).
- 19 mai : Josef von Sternberg, réalisateur austro-américain († 22 décembre 1969).
- 20 mai : Ewa Bandowska-Turska, soprano polonaise († 25 juin 1979).
- 21 mai : Cho Byeong-ok, résistant et homme politique coréen († 15 février 1960).
- 25 mai : Georges Degorce, peintre et graveur au burin français d'origine belge († 11 décembre 1943).
- 27 mai :
  - Louis-Ferdinand Céline, écrivain français († 1er juillet 1961).
  - Dashiell Hammett, écrivain américain († 10 janvier 1961).
- 31 mai : Fred Allen, comédien américain († 17 mars 1956).
- 4 juin : La Bolduc, auteur-compositrice-interprète, harmoniciste, violoneuse québécoise († 20 février 1941).
- 5 juin : Emmanuel Mané-Katz, peintre français de culture juive († 8 septembre 1962).
- 8 juin : Marcel Montreuil, peintre français († 2 décembre 1976).
- 10 juin :
  - Jacques Denier, peintre français († 1983).
  - Sinclair Hill, réalisateur, scénariste, producteur et acteur britannique († 13 mars 1945).
- 13 juin :
  - Jacques Henri Lartigue, photographe français († 12 septembre 1986).
  - Francis Pélissier, coureur cycliste français († 22 février 1959).
- 18 juin : Eugène Corneau, peintre et graveur français († 12 octobre 1976).
- 23 juin :
  - Édouard VIII, roi du Royaume-Uni († 28 mai 1972).
  - Alfred Kinsey, scientifique américain († 25 août 1956).
- 24 juin : Raoul Servant, peintre français († 25 septembre 1915).
- 1er juillet : Khemaïs Tarnane, musicien et chanteur tunisien († 31 octobre 1964).
- 2 juillet : Henri Touzard, coureur cycliste français († 22 avril 1984).
- 3 juillet :
  - Élisabeth Bardon, peintre, graveuse et illustratrice française († 23 mars 1984).
  - Jaime de Barros Câmara, cardinal brésilien, archevêque de Rio de Janeiro († 18 février 1971).
  - Tony Georges Roux, peintre français († 17 septembre 1928).
- 7 juillet : Benjamín Palencia, peintre espagnol († 6 janvier 1980).
- 10 juillet : Dorette Muller, peintre et affichiste française († 19 mai 1975).
- 14 juillet : Michel Michelet, compositeur d'origine russe († 28 décembre 1995).
- 15 juillet : Thornton Edwards, acteur américain († 1er février 1988).
- 19 juillet : Maurice Martin, peintre paysagiste français, († 1er juillet 1978).
- 20 juillet : Claire-Lise Monnier, peintre suisse († 1er avril 1978).
- 22 juillet : Georges Fréset, peintre naturaliste, paysagiste, graveur et illustrateur français († 25 juillet 1975).
- 23 juillet : Arthur Treacher, acteur anglais († 14 décembre 1975).
- 25 juillet :
  - Walter Brennan, acteur américain († 21 septembre 1974).
  - Gavrilo Princip, anarchiste serbe († 28 avril 1918).
- 26 juillet : Aldous Huxley, écrivain britannique († 22 novembre 1963).
- 29 juillet : Édouard Goubert, homme politique français et indien († 14 août 1979).
- 1er août :
  - Stanley Blystone, acteur américain († 16 juillet 1956).
  - Ottavio Bottecchia, coureur cycliste italien († 15 juin 1927).
- 2 août :
  - Hendrikus Chabot, peintre et sculpteur néerlandais († 2 mai 1949).
  - Gyoshū Hayami, peintre japonais du style nihonga († 20 mars 1935).
- 13 août : Paul Blobel, officier supérieur de la SS († 7 juin 1951).
- 21 août : Alexandre Nikolaïevitch Samokhvalov, peintre avant-gardiste russe puis soviétique († 20 août 1971).
- 22 août :
  - Jan Domela, peintre et illustrateur hollandais naturalisé américain († 1er août 1973).
  - Ákos Doroghi Farkas, homme politique hongrois († 1955).
- 25 août : Douglas De Ruymbeke, footballeur belge († 7 octobre 1977).
- 27 août : Frits Wiersma, coureur cycliste néerlandais († 13 janvier 1984).
- 3 septembre : André Hébuterne, peintre français († 30 juin 1992).
- 8 septembre :
  - William Fawcett, acteur américain († 25 janvier 1974).
  - Willem Pijper, compositeur, critique musical et professeur néerlandais († 18 mars 1947).
- 13 septembre : France Audoul, peintre et résistante française († 1977).
- 14 septembre : Pierre-Marie Théas, évêque catholique français († 3 avril 1977).
- 15 septembre :
  - Artur Dubravčić, footballeur serbe puis yougoslave († 14 mars 1969).
  - Gyula Mohay, homme politique hongrois († 15 septembre 1952).
  - Jean Renoir, réalisateur français († 12 février 1979).
  - Herbert Windt, compositeur allemand († 23 novembre 1965).
- 18 septembre : Salvador Hormeu, footballeur espagnol († 28 août 1992).
- 24 septembre :
  - Billy Bletcher, acteur, réalisateur et scénariste américain († 5 janvier 1979).
  - Gunnar Sköld, coureur cycliste suédois († 24 juin 1971).
- 26 septembre : 
  - Wilhelmine Moik, syndicaliste et femme politique autrichienne († 12 janvier 1970).
  - Julienne-Christine Piachaud, sténographe suisse de la Société des Nations († ?).
- 27 septembre : Robert Proton de la Chapelle, journaliste, écrivain, musicien, compositeur et homme politique français († 30 septembre 1982).
- 30 septembre : François Desnoyer, peintre français († 21 juillet 1972).
- 6 octobre : René Aubert, peintre, lithographe et illustrateur français († 4 juin 1977).
- 11 octobre :
  - Casimir Mallorquí, footballeur espagnol († 21 juin 1966).
  - Albert Jakob Welti, écrivain et  peintre suisse († 5 décembre 1965).
- 16 octobre : Raymonde Heudebert, peintre et illustratrice française († 27 novembre 1991).
- 17 octobre : Maurice Savin, peintre, graveur, céramiste et médailleur français († 17 mars 1973).
- 20 octobre : 
  - Henryk Berlewi, peintre et dessinateur polonais († 2 août 1967).
  - Wickey McAvoy, joueur de baseball américain († 6 juillet 1973).
- 21 octobre : Edogawa Rampo, romancier japonais († 28 juillet 1965).
- 22 octobre : Mei Lanfang, acteur chinois († 8 août 1961).
- 25 octobre : Âşık Veysel, poète, chanteur, compositeur et joueur de saz turc († 21 mars 1973).
- 27 octobre : Anna Ticho, peintre israélienne († 1er mars 1980).
- 29 octobre : Olga Pyjova, actrice de théâtre russe puis soviétique († 8 novembre 1972).
- 30 octobre :
  - Jean Rostand, écrivain, moraliste, biologiste, historien des sciences et académicien français († 4 septembre 1977).
  - Peter Warlock, compositeur et critique musical britannique († 17 décembre 1930).
- 1er novembre : Lewis Martin, acteur américain († 21 février 1969).
- 2 novembre : Max Miller, acteur et humoriste britannique († 7 mai 1963).
- 5 novembre :
  - Varvara Stepanova, peintre, dessinatrice, designer, poète, typographe et décoratrice de théâtre russe († 20 mai 1958).
  - Eugene Zador, compositeur hongrois naturalisé américain († 4 avril 1977).
- 9 novembre : Lucien Genin, peintre français († 26 août 1953).
- 10 novembre : Demian Korotchenko, homme politique russe puis soviétique († 7 avril 1969).
- 13 novembre :
  - Józef Klukowski, peintre et sculpteur polonais († 29 avril 1944).
  - Jacques Schultz-Dal, peintre et graveur français († 28 septembre 1964).
- 14 novembre : Cliff Bowes, acteur américain († 6 juillet 1929).
- 15 novembre : Bridget Dirrane, infirmière, centenaire et mémorialiste irlandaise († 31 décembre 2003).
- 16 novembre :
  - Nutzi Acontz, peintre roumaine († 19 décembre 1957).
  - Richard Coudenhove-Kalergi, homme politique, essayiste, historien et philosophe d'origine austro-hongroise par son père et japonaise par sa mère († 27 juillet 1972).
- 19 novembre : Jean Hugo, peintre, décorateur de théâtre, illustrateur de mode et écrivain français († 22 juin 1984).
- 22 novembre : Camille Liausu, peintre français † 26 octobre 1975).
- 28 novembre : Jean Le Roy, poète français († 26 avril 1918).
- 29 novembre : Jean Helleu, peintre, aquarelliste et designer français († 29 septembre 1985).
- 6 décembre : Henri Catargi, peintre roumain († 19 juillet 1976).
- 8 décembre : James Thurber, éditorialiste, humoriste, écrivain américain († 2 novembre 1961).
- 10 décembre : Charles de Stuers, peintre néerlandais († 3 janvier 1981).
- 12 décembre : Joseph Kutter, peintre luxembourgeois († 2 janvier 1941).
- 17 décembre : David Butler, réalisateur, acteur, scénariste et producteur américain († 14 juin 1979).
- 19 décembre :
  - Paul Dessau, compositeur et chef d'orchestre allemand († 28 juin 1979).
  - William B. Courtney, scénariste américain († 1966).
- 20 décembre : Alice Halicka, peintre franco-polonaise († 1er janvier 1975).
- 24 décembre : Georges Guynemer, aviateur français, l'As des As († 11 septembre 1917).
- 26 décembre : Albert Vandel, zoologiste et biospéologue français († 11 octobre 1980).
- 28 décembre : Dave Marsh, coureur cycliste britannique († 1960).
- 31 décembre : Ernest John Moeran, compositeur anglais († 1er décembre 1950).
- Date précise inconnue :
  - Aline Aurouet, dessinatrice, peintre, illustratrice et portraitiste française († 1990).
  - Rose Bracher, botaniste britannique († 15 juillet 1941).
  - Marie-Marguerite Bricka, peintre de paysages française († 1948).
  - Abdallah Chahine, pianiste et organiste libanais († janvier 1975).
  - Pierre Chartier, peintre français († 1980).
  - Jeanne Christen, peintre et dessinatrice française († 1973).
  - Kalitha Dorothy Fox, compositrice anglaise († 11 août 1934).
  - Amarilis Fuentes, enseignante et femme politique équatorienne  († 19 février 1955).
  - Pierre Hubac, écrivain français († 22 juillet 1964).
  - Boris Pastoukhoff, peintre d'origine russe († 1974).
  - Eileen Reid, peintre et musicienne irlandaise († 8 avril 1981).
  - Abram Šterenberg, photographe russe puis soviétique († 6 décembre 1978).
  - Guido Tallone, peintre italien († 1967).
  - Carlo Zocchi, peintre italien († 1965).

## Décès en 1894
- 11 janvier :  Wilhelm von Freeden, mathématicien, océanographe et homme politique allemand (° 12 mai 1822).
- 20 janvier : Maurice-Théodore Mitrecey, peintre français (° 2 janvier 1869).
- 21 janvier : Guillaume Lekeu, compositeur belge (° 20 janvier 1870).
- 29 janvier : Amand Gautier, peintre et lithographe français (° 19 juin 1825).
- 30 janvier : Félix Robiou, historien et universitaire français (° 10 octobre 1818).
- 9 février : Maxime du Camp, écrivain français (° 8 février 1822).
- 11 février : Emilio Arrieta, compositeur espagnol (° 21 octobre 1823).
- 12 février : Hans Guido von Bülow, pianiste, chef d'orchestre et compositeur allemand (° 8 janvier 1830).
- 13 février : Franjo Rački, chanoine, historien, homme politique et écrivain austro-hongrois d'origine croate (° 25 novembre 1828).
- 19 février : Francisco Asenjo Barbieri, compositeur espagnol de zarzuelas (° 3 août 1823).
- 21 février : Gustave Caillebotte, peintre et collectionneur français (° 19 août 1848).
- 1er mars : Paul Bataillard, archiviste paléographe et ethnographe français (° 23 mars 1816).
- 18 mars : Antoine Louis Roussin, peintre, lithographe et photographe français (° 3 mars 1819).
- 19 mars : Karl von Blaas, peintre de genre et d'histoire autrichien (° 28 avril 1815).
- 24 mars : Illarion Prianichnikov, peintre russe (° 1er avril 1840).
- 28 mars : Jean Henri Chouppe, peintre, aquarelliste et lithographe français (° 6 janvier 1817).
- 2 avril : Achille Vianelli, peintre italien (° 31 décembre 1803).
- 10 avril : Victor Angerer, photographe austro-hongrois (° 3 octobre 1839)
- 13 avril : Nikolaï Gay, peintre russe (° 11 mars 1831).
- 26 avril : Charles Laval, peintre français (° 17 mars 1861).
- 27 avril : Ernest Slingeneyer, peintre belge (° 29 mai 1820).
- 28 avril : Young Harris, juriste, homme d'affaires, homme politique, juge et philanthrope américain (° 1812).
- 7 mai : Charles Jacque, peintre animalier et graveur français (° 23 mai 1813).
- 9 mai :
  - Friedrich Alexander von Bismarck-Bohlen, général prussien de cavalerie et homme politique allemand (° 25 juin 1818).
  - Léon-Benoit-Charles Thomas, cardinal français, archevêque de Rouen (° 29 mai 1826).
- 14 mai : Philippe Parrot, peintre français (° 13 mai 1831).
- 27 mai : El Espartero (Manuel García Cuesta), matador espagnol (° 18 janvier 1865).
- 4 juin : Léopold Loustau, peintre français (° 23 mai 1815).
- 11 juin : Federico de Madrazo, peintre espagnol (° 12 février 1815).
- 18 juin : Hermann Baisch, peintre et aquafortiste allemand (° 12 juillet 1846).
- 19 juin : Dieudonné Dagnelies, chef d'orchestre et compositeur belge (° 9 septembre 1825).
- 23 juin : 
  - Karl Roux, peintre allemand (° 14 août 1826).
  - Émile Renouf, peintre français (° 23 juin 1845)
- 24 juin : Sadi Carnot, président de la République française (° 11 août 1837).
- 6 juillet :
  - Charles-Gustave Housez, peintre français (° 19 décembre 1822).
  - Takahashi Yuichi, peintre japonais (° 20 mars 1828).
- 13 juillet : Jules-Émile Saintin, peintre français (° 14 août 1829).
- 15 juillet : Bruno Piglhein, peintre allemand (° 19 février 1848).
- 22 juillet : Julius von Bose, général d'infanterie prussien (° 12 septembre 1809).
- 31 juillet : Charles-Félix Biscarra, peintre et critique d'art italien (° 26 mars 1823).
- 1er août : Hugo Salmson, peintre suédois (° 7 juillet 1843).
- 3 août : George Inness, peintre américain (° 1er mai 1825).
- 5 août : Giovanni Muzzioli, peintre italien (° 10 février 1854).
- 30 août : Chalumeau (Jean Louis Raymond Pelez de Cordova d'Aguilar), peintre et dessinateur français (° 29 juin 1838).
- 6 septembre : Louis-Victor Gesta, peintre-verrier français (° 26 septembre 1828).
- 13 septembre : Emmanuel Chabrier, compositeur français (° 18 janvier 1841).
- 15 septembre : Louis de Lyvron, écrivain français (° 29 décembre 1835).
- 7 octobre : Andrew Gregg Curtin, homme politique américain (° 22 avril 1817).
- 9 octobre : Norbert Gœneutte, peintre, graveur et illustrateur français (° 23 juillet 1854).
- 22 octobre : Philipp Bertkau zoologiste allemand (° 11 janvier 1849).
- 27 octobre : Carl Ploug, poète et homme politique danois (° 29 octobre 1813).
- 30 octobre : Alexeï Korzoukhine, peintre russe (° 23 mars 1835).
- 1er novembre : Alexandre III, tsar de Russie (° 10 mars 1845).
- 2 novembre : Eugène Castelnau, peintre français (° 29 décembre 1827).
- 4 novembre : Mary Ann Byrne, nationaliste irlandaise (° 9 septembre 1854).
- 26 novembre : Pafnouti Tchebychev, mathématicien russe (° 4 mai 1821).
- 30 novembre : Giuseppe Grandi, sculpteur, peintre et graveur italien (° 17 octobre 1843).
- 3 décembre : Robert Louis Stevenson, romancier, poète et essayiste écossais (° 13 novembre 1850).
- 7 décembre : Ferdinand de Lesseps, diplomate et entrepreneur français (° 19 novembre 1805).
- 11 décembre : Jean Gigoux, peintre d'histoire, dessinateur, lithographe, illustrateur et collectionneur français (° 8 janvier 1806).
- 13 décembre : Jean Macé, enseignant et journaliste français (° 22 août 1815).
- 29 décembre : Hyacinthe Fourtier, militaire et photographe français (° 30 janvier 1849).
- 31 décembre : Thomas Joannes Stieltjes, mathématicien néerlandais (° 29 décembre 1856).
- 31 décembre :  Axel-Herman Nilsson, skieur suédien
- Date inconnue :
  - Paul Roger, historien français (° 20 mars 1812).
- Vers 1894 : 
  - Capitaine George Costentenus, artiste de cirque tatoué, (° 17 avril 1833).